# Mikołaj Krawczyk
Mikołaj Krawczyk (ur. 27 stycznia 1981 w Katowicach) – polski aktor telewizyjny, filmowy i teatralny, wokalista.

## Rodzina i edukacja
Urodził się w Katowicach jako syn pary aktorskiej, Marii i Mirosława Krawczyków. Kiedy miał sześć lat, wraz z rodziną przeniósł się do Gdańska. Wychowywał się wraz z młodszą siostrą Magdaleną.
Przez dziewięć lat uczęszczał do szkoły baletowej. W 2005 ukończył studia magisterskie na Wydziale Aktorskim PWSFTviT w Łodzi.

## Kariera aktorska
Mając 13 lat, wystąpił w roli Johna w przedstawieniu Jamesa Matthew Barrie Piotruś Pan (1994) na scenie Teatru Wybrzeże w Gdańsku. 6 października 2001 zadebiutował na profesjonalnej scenie teatralnej rolą pazia w sztuce Williama Szekspira Romeo i Julii wystawianej przez Teatr im. Stefana Jaracza w Łodzi. 13 maja 2007 na scenie Wrocławskiego Teatru Komedia zagrał Simona Willisa, młodego kochanka, który próbuje zarobić na życie pisaniem kryminałów w spektaklu Przyjazne dusze. 8 czerwca 2013 wystąpił w spektaklu Porwanie Sabinek Franza i Paula Schonthan w przekładzie Juliana Tuwima w reż. Emiliana Kamińskiego w warszawskim Teatrze Kamienica.
W latach 2001–2004 występował w roli Tomka, przyjaciela Agnieszki Lubicz w telenoweli TVP1 Klan. Ogólnopolską rozpoznawalność zdobył rolą Pawła Krzyżanowskiego, byłego wychowanka Domu Dziecka w operze mydlanej Polsatu Pierwsza miłość (2005–2013). Zagrał żołnierza walczącego na misji w Afganistanie w serialu Canal+ Misja Afganistan (2012). W latach 2013–2019 występował w roli Łukasza w serialu Polsatu Przyjaciółki.
Wystąpił w teledysku do piosenki zespołu Chemia „Letter” (2012).

## Kariera muzyczna
W 2007 uczestniczył w drugiej edycji programu rozrywkowego Polsatu Jak oni śpiewają.
Współpracował z zespołem rockowym Vintage. Jesienią 2014 został wokalistą zespołu Rockoholic, którym nagrał piosenki „Wykochaj mnie na śmierć” i „Teraz Ty” wraz z teledyskami.

## Życie prywatne

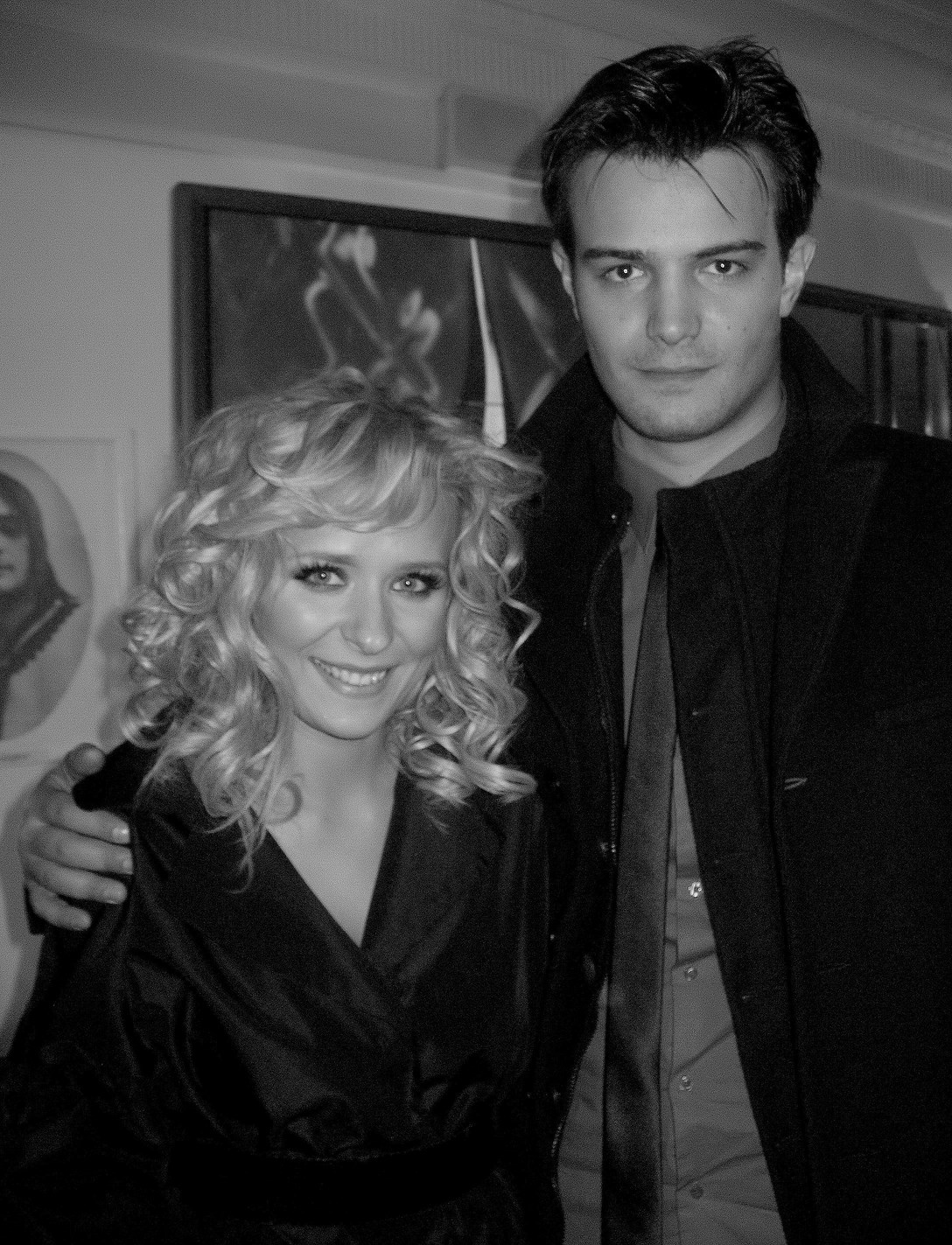
Aneta Zając i Mikołaj Krawczyk (2009)

W latach 2004–2005 związany był z Karoliną Nowakowską. Na początku 2012, po siedmiu latach związku, rozstał się z Anetą Zając, z którą ma synów-bliźniaków: Roberta i Michała (ur. 24 marca 2011). W 2012 związał się z Agnieszką Włodarczyk, której w kwietniu 2013 się oświadczył, jednak już trzy lata później się rozstali.
W 2016 związał się z Sylwią Juszczak, z którą w 2017 wziął ślub cywilny i w 2019 – ślub kościelny. Mają córkę Konstancję (ur. 7 marca 2019).

## Filmografia

### Filmy fabularne
- 2003: Nienasycenie – jako Scampi
- 2008: Jeszcze raz – jako Tomek Jaworski
- 2016: 7 rzeczy, których nie wiecie o facetach – jako „Epic Man”
- 2018: Sobibór – jako Aksel
- 2023: Polowanie – jako policjant

### Seriale TV
- 2001–2004: Klan – jako Tomasz Góra, kolega Agnieszki ze studiów na Wydziale Dziennikarstwa Uniwersytetu Warszawskiego
- 2003, 2004: Lokatorzy – jako:
  - pan młody, klient restauracji Jacka (odc. 169)
  - Rafał Mularczyk (odc. 202)
- 2003–2005: Sprawa na dziś – jako Andrzej Stasiak
- 2004: Sąsiedzi – jako Szymon, asystent Woźniaka (odc. 32)
- 2005–2013: Pierwsza miłość – jako Paweł Krzyżanowski
- 2005, 2007: Świat według Kiepskich – jako:
  - amant (odc. 224)
  - uczestnik (odc. 279)
- 2005: Klinika samotnych serc – jako gitarzysta z zespołu Witolda Paszta występujący na imprezie promującej proszek do prania „Bielik” (odc. 5)
- 2007: Kryminalni – jako Kordian Pieńkowski (odc. 84)
- 2011: Na dobre i na złe – jako Dominik (odc. 443)
- 2012: Misja Afganistan – jako starszy szeregowy Michał Iwańczyk „Iwan”
- 2013–2019: Przyjaciółki – jako Łukasz Grabowski
- 2013: Hotel 52 – jako Michał, narzeczony Karoliny (odc. 86)
- 2014: Ojciec Mateusz – jako Iwo Gralak (odc. 135)
- 2014: Prawo Agaty – jako muzyk Kowal (odc. 58)
- 2014: Komisarz Alex – jako Hubert Zajczyk (odc. 78)
- 2015: O mnie się nie martw – jako Mariusz Laskoń (odc. 20, 21, 23–26)
- 2015–2016: Ranczo – jako Jakub (odc. 114, 116, 117, 122–130)
- 2015–2018: Barwy szczęścia – jako mecenas Oliwier Jakubczyk
- 2016: Singielka – jako Borys (odc. 67, 69, 70)
- 2016: Strażacy – jako Ksawery (odc. 19, 20)
- 2016: Wmiksowani.pl – jako Olaf Trasicki
- 2018: Pensjonat nad rozlewiskiem – jako Adam
- 2021: Zakochani po uszy – jako Iwo Hejmo
- 2021: Kuchnia – jako Eryk, mąż sędzi (odc. 3)
- 2021: Leśniczówka – jako Marcin
- 2022: Komisarz Mama – jako podkomisarz Paweł Ostrowski
- 2024: Zdrada – jako komisarz Balcerek

### Dubbing
- 2009: 1000 złych uczynków – Albert
- 2021: Spider-Man: Bez drogi do domu – Matt Murdock / Daredevil[23]

### Wykonanie piosenek
- 2009: Pierwsza miłość – „Pierwsza miłość jest najważniejsza”
- 2009: Pierwsza miłość – „Zawsze będę z tobą”
- 2010: Pierwsza miłość – „Trzy słowa za daleko”
- 2010: Pierwsza miłość – „Smutny”

## Role teatralne
| Rok  | Tytuł                                              | Autor                                    | Rola                                                    | Reżyser                                | Teatr                                                                                 |
| ---- | -------------------------------------------------- | ---------------------------------------- | ------------------------------------------------------- | -------------------------------------- | ------------------------------------------------------------------------------------- |
| 1994 | Piotruś Pan                                        | J.M. Barrie                              | John                                                    | Roger Redfarn                          | Teatr Wybrzeże                                                                        |
| 2001 | Romeo i Julia                                      | William Shakespeare                      | Paź                                                     | Waldemar Zawodziński                   | Teatr im. Stefana Jaracza w Łodzi                                                     |
| 2004 | Géza dzieciak                                      | János Háy                                | Laci                                                    | Zbigniew Brzoza                        | Teatr Studyjny PWSFTviT                                                               |
| 2007 | Przyjazne dusze                                    | Pam Valentine                            | Simon Willis                                            | Paweł Okoński                          | Wrocławski Teatr Komedia                                                              |
| 2013 | Porwanie Sabinek                                   | Julian Tuwim                             | Emil Gromski, syn Antoniego Gromskiego, kupca z Tarnowa | Emilian Kamiński                       | Teatr Kamienica                                                                       |
| 2017 | Pikantni (Zwei, Vier, Sex)                         | Stefan Vögel                             | Christoph                                               | Tomasz Gawron                          | Teatr Capitol w Warszawie                                                             |
| 2017 | Pierwsza randka (First Date)                       | Austin Winsberg                          |                                                         | Tomasz Dutkiewicz                      | Teatr Komedia w Warszawie                                                             |
| 2017 | Seks, miłość i podatki (Love, Sex, and the I.R.S.) | William Van Zandt, Jane Milmore          | Jon                                                     | Tomasz Dutkiewicz                      | Teatr Komedia w Warszawie                                                             |
| 2018 | Powiedzmy miłość (Funny About Love)                | Terence Frisby                           | Darren Tucker                                           | Tomasz Dutkiewicz                      | Teatr Komedia w Warszawie                                                             |
| 2019 | Zaręczony pogrąŻony                                | Marco Cavallaro                          | Franco                                                  | Tomasz Dutkiewicz                      | Teatr Komedia w Warszawie                                                             |
| 2019 | Kobieta idealna                                    | Adrianna Biedrzyńska, Agnieszka Szygenda | mecenas Gerard                                          | Stefan Friedmann, Adrianna Biedrzyńska | teatr Impresaryjny (Krakowska Fundacja Teatralna 2014/Leszek Kwiatkowski (producent)) |
| 2020 | Między płotem a kowadłem (Mending Fences)          | Norm Foster                              |                                                         | Mirosław Połatyński                    |                                                                                       |
| 2021 | Kochane pieniążki (Funny Money)                    | Ray Cooney                               | Vic                                                     | Jerzy Bończak                          | Teatr Capitol w Warszawie                                                             |